# Andreas Wiedergut
Andreas Wiedergut (* 19. April 1988 in Villach) ist ein österreichischer Eishockeyverteidiger, der ehemals bei den EC Graz 99ers in der Österreichischen Eishockey-Liga unter Vertrag stand.

## Karriere
Andreas Wiedergut stammt aus dem Nachwuchs des EC VSV und kam schon mit 17 Jahren zu seinem Bundesliga-Debüt. Insgesamt bestritt er 40 Bundesliga-Spiele für den VSV, bevor er zur Saison 2008/09 in die Nationalliga zur VEU Feldkirch wechselte. Dort blieb er aber nur eine Saison, ehe er vom EC Red Bull Salzburg verpflichtet wurde, mit dem er 2010 Österreichischer Meister wurde.
Zur Saison 2010/11 kehrte Wiedergut zu seinem Heimatverein EC VSV zurück. 

### International
Wiedergut nahm mit dem österreichischen Nationalteam an der U18-Junioren-Weltmeisterschaft 2006 teil, wo ihm in fünf Spielen ein Assist gelang.

## Erfolge und Auszeichnungen
- 2006 Österreichischer Meister mit dem EC VSV
- 2007 Österreichischer Jugendmeister mit dem EC VSV
- 2008 Österreichischer Jugendmeister mit dem EC VSV
- 2010 Österreichischer Meister mit dem EC Red Bull Salzburg